# Nicolien Sauerbreij
Lotte Nicolien Sauerbreij (De Hoef, 31 de julho de 1979) é uma snowboarder neerlandesa, campeã olímpica em Vancouver 2010.

## Biografia
Nicolien Sauerbreij nasceu na pequena aldeia de De Hoef, na província de Utrecht, nos Países Baixos.  Ela tem uma irmã chamada Marieke Sauerbreij, que também é uma snowboarder profissional. Seu pai é Maarten Sauerbreij, que também é seu treinador.

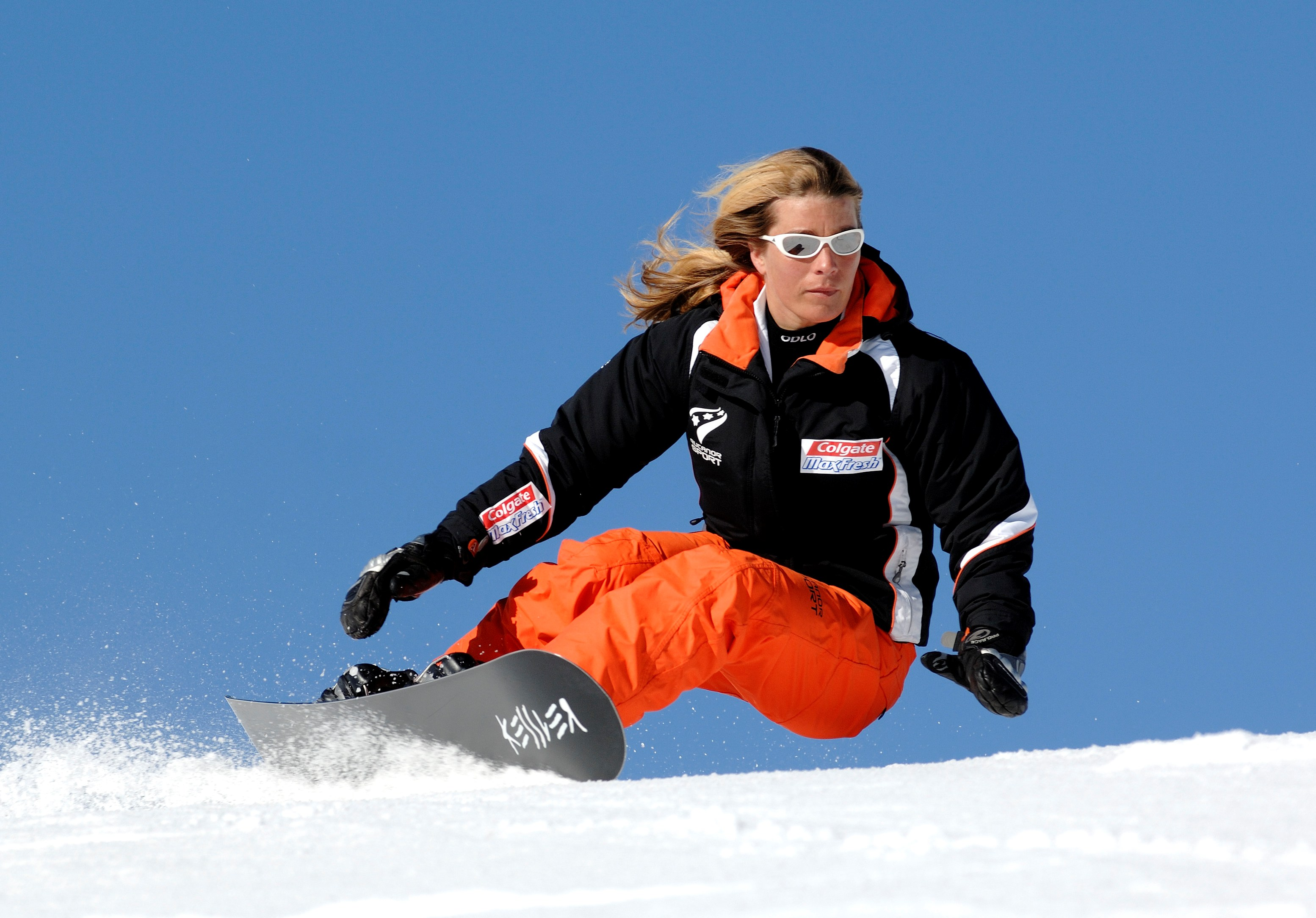
Nicolien Sauerbreij em ação.

A primeira vez que subiu ao pódio na Copa do Mundo (não confundir com o Campeonato Mundial de Snowboard FIS) foi na prova de slalom gigante paralelo em Mont-Sainte-Anne em 2001, quando finalizou em segundo lugar. Em 15 de setembro de 2002, ela ganhou sua primeira Copa do Mundo no slalom gigante paralelo, no Valle Nevado. Na mesma época ela teve sua segunda vitória na Eslovénia.
A partir de então Sauerbreij competiu em várias Copas do Mundo com sucesso, conseguindo várias posições no pódio, incluindo os primeiros lugares em 2002, 2003, 2008 e 2010. Ela terminou em primeiro na classificação geral da Copa do Mundo de slalom gigante paralelo nas temporadas de 2007-2008 e 2009-2010.
No Campeonato Mundial de Snowboard FIS, seu melhor resultado foi a medalha de prata em La Molina 2011 no slalom paralelo.

## Jogos Olímpicos
Em Jogos Olímpicos, Sauerbreij participou de três edições (2002, 2006 e 2010), na qual nas suas duas primeiras participações não conseguiu ficar no pódio.
Já nos Jogos Olímpicos de Inverno de 2010, ela conseguiu a medalha de ouro no slalom gigante paralelo. Foi a primeira medalha de ouro dos Países Baixos em outro esporte que não a patinação no gelo em Jogos Olímpicos de Inverno.